# ホールドアップ問題
ホールドアップ問題 （ -もんだい、hold-up problem） とは、いったん行われてしまうと元に戻すのが難しく、しかも交渉の相手の強さを増してしまうような投資に関して発生する問題である。主に不完備契約（内容が不確実であるような契約）において発生する。
現実の取引では、完備契約（あらゆる不確定な要素を織り込んだ契約）を結ぶことは極めて困難である。例えば、契約に書かれていない事態が生じた場合、取引の当事者は機会主義的な行動（自分にとって都合のいいような行動）を取ろうとする。関係特殊投資（たとえ当事者にとってこの取引が有益であろうとも、その他の取引では価値が無くなるような投資）を行っている場合、取引に関する交渉が決裂して関係が継続されなくなれば、投資は全く無意味なものとなってしまう。そのため、投資を行う経済主体には、そのことに付け込まれ不本意な譲歩を強いられる危険性がある。関係特殊投資がなされているために、投資を行う経済主体は投資に対して臆病になってしまい、その結果、適正な投資が行われないという状態に向かわせるインセンティブが事前に与えられることになる。ホールドアップ問題は、このような不完備契約における関係特殊投資がもたらす非効率な投資の問題を指す。

## ホールドアップ問題の例
例として、ある自動車会社が自社の車にしか使えない特殊な部品を、ある部品会社に作ってもらう契約が挙げられる。効率性の観点から言えば、その部品専用の製造機械を導入して生産するのが理想であるが、特殊的な投資を行っていったん特殊な部品の製造に特化してしまうと、部品会社は自動車会社との交渉力を弱めてしまい、将来足元を見られる危険性が生じてしまう。そのため部品会社は他の部品を製造できる体制を維持しようとし、その結果として効率性が犠牲になる。

### 数学モデルによる考察
自動車会社が部品会社に専用部品の開発を依頼し、部品会社は専用部品の開発のために {\displaystyle x} の投資を行う。その際に部品会社が支払う費用は {\displaystyle C(x)} である。その後、完成した部品を受け渡しする際に、自動車会社は部品会社に報酬として {\displaystyle W} を支払う。部品の価値（追加的価値）は部品会社の投資に依存するため、{\displaystyle R(x)} である。すなわち、自動車会社は利益 {\displaystyle \pi _{p}(x)=R(x)-W} を獲得し、部品会社は利益 {\displaystyle \pi _{a}(x)=W-C(x)} を獲得する。
効率性の観点から言えば、自動車会社と部品会社の両者の利益の和 {\displaystyle \pi (x)=\pi _{p}(x)+\pi _{a}(x)=R(x)-C(x)} を最大とするような投資 {\displaystyle x^{\star }} を部品会社が行うことが望ましい。完備契約の場合、部品の取引によって生じる利益は {\displaystyle \pi (x)=R(x)-C(x)} であるため、自動車会社と部品会社はこの利益を等しく分けるような取引を行い、両者の利益はそれぞれ {\displaystyle {\frac {\pi (x)}{2}}} となる（報酬 {\displaystyle W={\frac {\pi (x)}{2}}+C(x)} となる）。そのため、部品会社は {\displaystyle {\frac {\pi (x)}{2}}} を最大化するような投資 {\displaystyle x^{\star }} を行い、効率性が確保される。
しかしながら現実には、部品の価値に応じた報酬額に関して、自動車会社と部品会社の双方が合意できる強制力のある契約を記述することができない。不完備契約の場合、完成した部品を受け渡しする際に、報酬に関する交渉が行われる。ここで、交渉が成立すれば利益 {\displaystyle R(x)} [ノート:ホールドアップ問題#数学モデルの矛盾点]が生じるが、交渉が決裂すれば利益は {\displaystyle 0} であるため、部品会社がすでに支払った費用 {\displaystyle C(x)} は無視される（埋没費用となる）。このため、自動車会社と部品会社は、完成した部品の受け渡しによって生じる利益 {\displaystyle R(x)} を等しく分けるような取引を行い、自動車会社は部品会社に報酬 {\displaystyle W={\frac {R(x)}{2}}} を支払う。部品会社の最終的な利益 {\displaystyle \pi _{a}(x)={\frac {R(x)}{2}}-C(x)} となるため、部品会社はこれを最大化するような投資 {\displaystyle {\overline {x}}} を行う。
ここで、部品会社の投資費用 {\displaystyle C(x)} は逓増し、部品の追加的価値 {\displaystyle R(x)} は逓減するものと考える。すなわち、{\displaystyle C'(x)>0}、{\displaystyle C''(x)>0}、{\displaystyle R'(x)>0}、{\displaystyle R''(x)<0} である。
最適投資水準 {\displaystyle x^{\star }} の条件は {\displaystyle R'(x)=C'(x)} であり、不完備契約時の投資水準 {\displaystyle {\overline {x}}} の条件は {\displaystyle {\frac {R'(x)}{2}}=C'(x)} である。このとき、{\displaystyle {\overline {x}}} は最適投資水準 {\displaystyle x^{\star }} に比べて必ず小さく、部品会社の投資水準は非効率となる。